# Flugviska

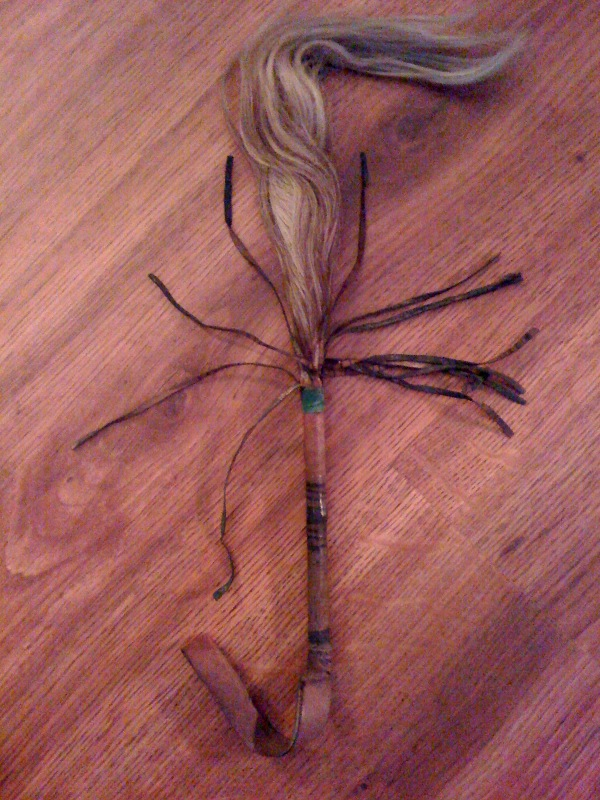
Flugviska av getskinn och hästtagel använt av hausa kring Maradi i Niger, från tidigt 1960-tal.

En flugviska är ett redskap som används för att vifta bort eller slå iväg insekter. Liknande föremål har använts som en form av solfjäder i varma tropiska klimat, ibland som en del av regalier, och kallas en chowrie, chāmara eller prakirnaka i Sydasien och Tibet.
I indonesisk konst förknippas flugviskor med Shiva. Flugviskan har ofta förknippats med hinduiska, jainiska, daoistiska och buddhistiska gudar.
Flugvisskor används idag i Mellanöstern, bl.a. Egypten av marknadsförsäljare och butiksinnehavare, särskilt på sommaren när det flugor kan vara till stort besvär. De består ofta av växtfibrer fästade vid ett trähandtag. Mer exklusiva varianter är gjorda med hästtagel. I östra Indien är den ofta gjord av tagel från jak.
Flugviskor har ofta används i kungliga eller adliga regalier i Afrika. En "ìrùkẹ̀rẹ" har använts av yorubafolkets monarker och hövdingar som en maktsymbol. Denna användning har ibland fortgått i moderna sammanhang: den kenyanska ledaren Jomo Kenyatta bar en flugviska, redskapet är ett tecken på auktoritet bland massajer, och även den malawiske ledaren Hastings Banda använde den. Den sydafrikanska jazzmusikern Jabu Khanyile använde ofta en massajisk flugviska som på scen.
Flugviskan är en traditionell symbolerna inom buddhistisk kloster i Kina och Japan, tillsammans med khakkharan, en juvelsmyckad spira, och en tiggarskål. Flugviskan i buddhismen symboliserar "bortsvepandet" av okunnighet och mentala åkommor. Den daoistiska flugviskan är gjord av roten och rankorna av smilaxväxter för handtaget, med själva viskan gjord av palmfibrer. Den kinesiska flugviskan användes också av He Xiangu, som avbildas med en lotusblomma och ibland med musikinstrumentet som kallas sheng eller en fenghuang.